# Risør
Risør est une kommune de Norvège. Elle est située dans le comté d'Agder.

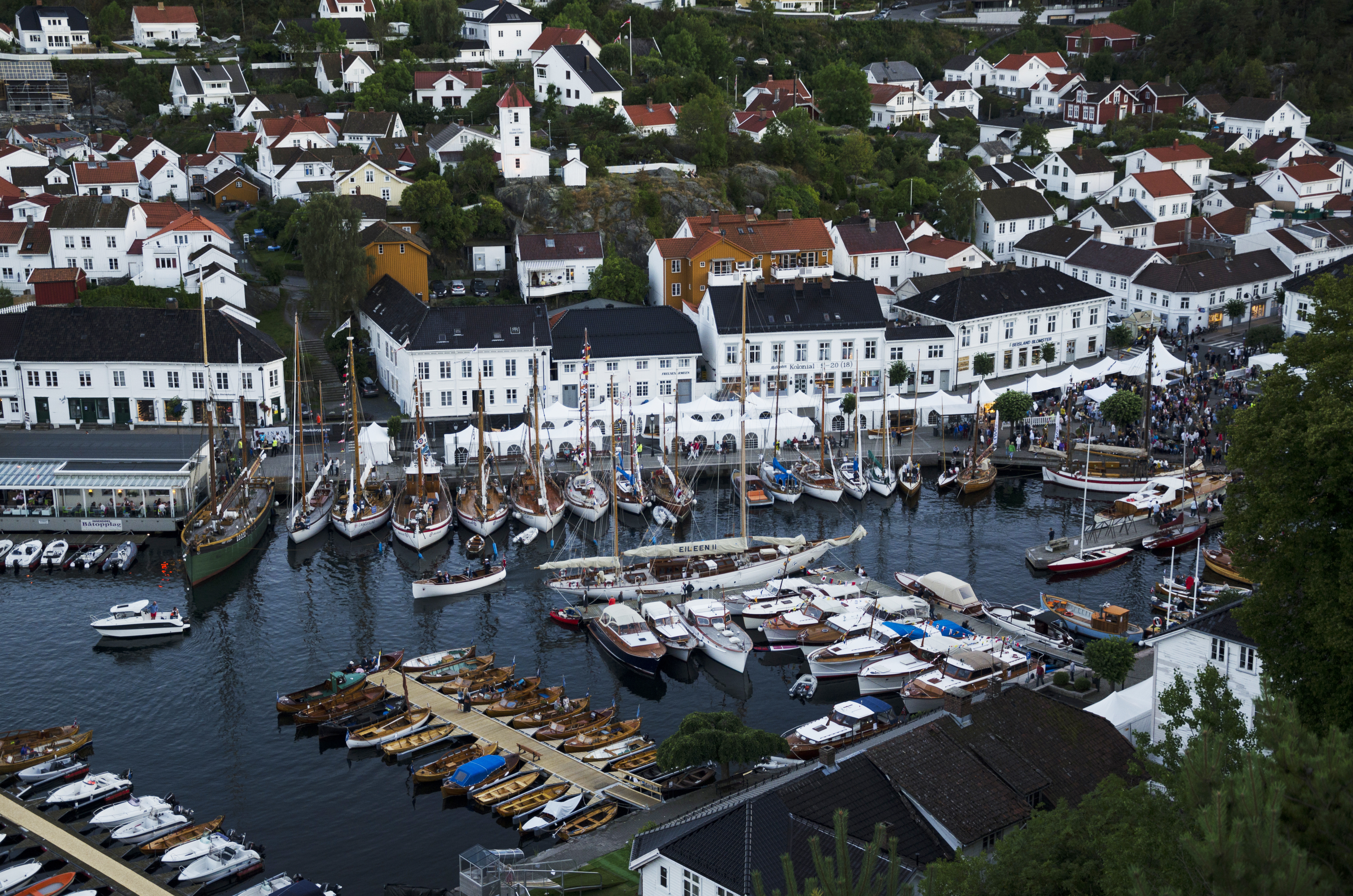
Vue du port de Risør.

## Personnalités
- Erik Mykland, footballeur norvégien.